# Lake Eacham
Lake Eacham, von den Aborigines Yidyam oder Wiinggina genannt, ist ein mit Grundwasser gefülltes vulkanisches Maar von etwa 300 Metern Durchmesser im Atherton Tableland von Queensland in Australien. 

## Geographie

### Lage
Der See befindet sich in den Wet Tropics of Queensland, die in die Liste des UNESCO-Weltnaturerbe eingetragen sind. Von Cairns ist das Maar 68 Kilometer entfernt und über den Gillies Highway durch die Gillies Range erreichbar.

## Entstehung und Mythos
Der Lake Eacham und der nahe gelegene Lake Barrine entstanden vor ungefähr 12.000 Jahren, als heißes Magma auf Wasser traf. Die dadurch ausgelöste Explosion hinterließ einen tiefen Krater, der sich dann mit Grundwasser füllte.
In den Mythen der Aborigines ist dieses Ereignis mündlich überliefert: „It is said that two newly-initiated men broke a taboo and angered the rainbow serpent, major spirit of the area (as of most of Australia). As a result 'the camping-place began to change, the earth under the camp roaring like thunder. The wind started to blow down, as if a cyclone were coming. The camping-place began to twist and crack. While this was happening there was in the sky a red cloud, of a hue never seen before. The people tried to run from side to side but were swallowed by a crack which opened in the ground...“

## Neuere Geschichte

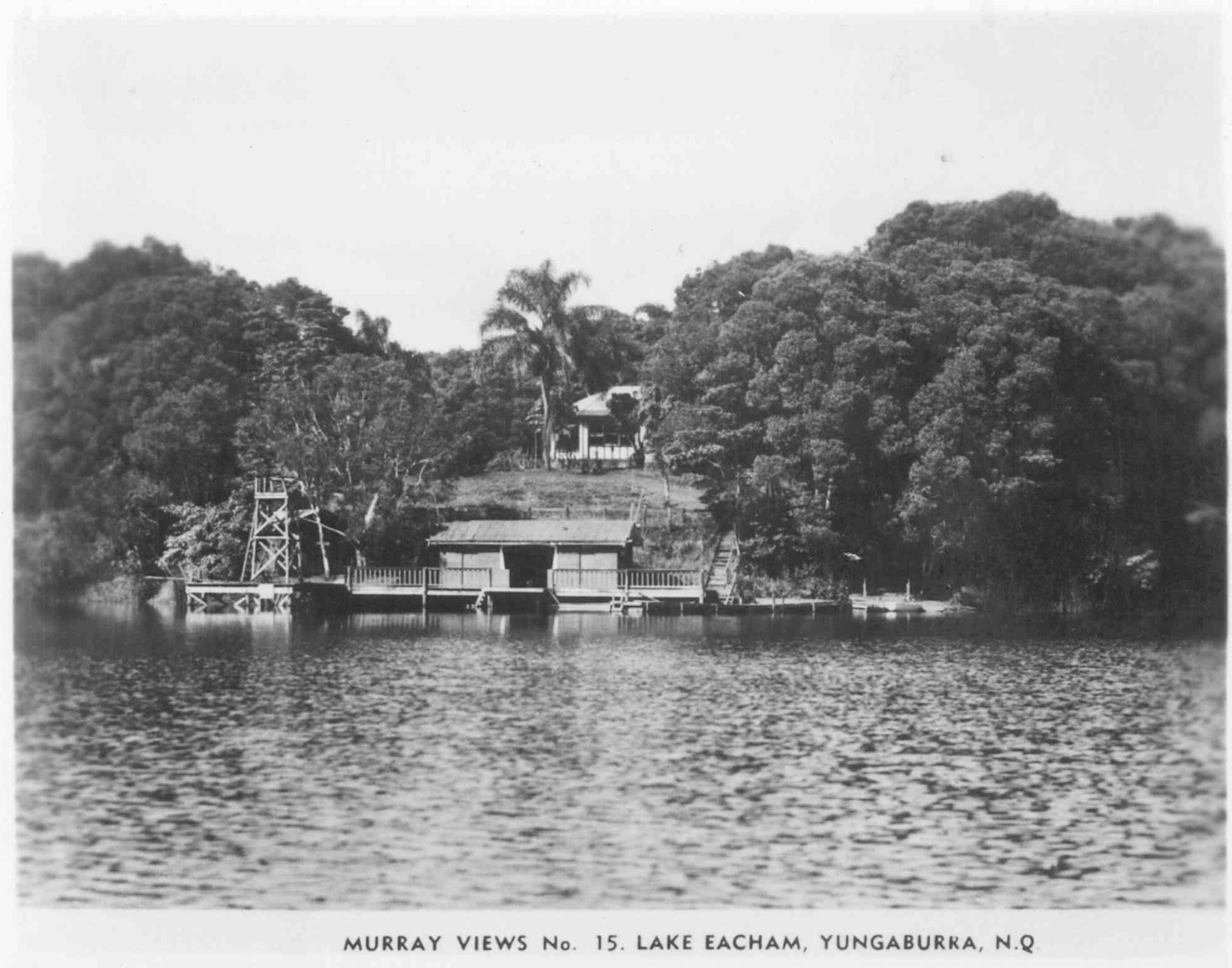
Lake Eacham um 1940

1886 sollte der Lake Eacham und das Gebiet um den See als Farmland aufgeteilt werden. Allerdings wurde 1888 erkannt, dass es sich um eine einmalige Landschaft handelt und das Gebiet zu einer "Scenic Reserve" ernannt. 1943 erklärte die Regierung von Australien den See mit dem ihn umgebenden Gebiet zum Nationalpark und die Armee schuf fünf Picknickplätze, eine Tauchplattform und einen Anlegesteg. 1988 wurde der See in die Liste des UNESCO-Welterbes aufgenommen, der nahe gelegene Lake Barrine, auch ein Maar, wurde 1994 in den Crater-Lakes-Nationalpark eingegliedert.

## Ökologie
Der See ist Teil des Crater-Lakes-Nationalparks. Da kein Wasser zufließt, sickert lediglich Grundwasser in den See ein und Regen befüllt ihn, daher schwankt der Wasserspiegel um bis zu vier Meter zwischen der Trocken- und Regenzeit.
Im See wurde in den 1970er Jahren ein endemischer Regenbogenfisch entdeckt, Melanotaenia eachamensis, dessen kleine Population in den 1980er Jahren durch größere ausgesetzte Fische vernichtet wurde. 1989 wurden 3000 Regenbogenfische wieder ausgesetzt, die aus australischen Aquarienbeständen vermehrt worden waren. Sechs Monate später konnte jedoch keiner mehr im See beobachtet werden. Den Regenbogenfisch aus dem Lake Eacham gibt es nur noch bei einigen Aquarianern (z. B. in der IRG) und Zooaquarien (z. B. in Leipzig).
Heute werden 9 Fischarten im See gezählt. Um den See gibt 10 seltene Pflanzenarten. Mehr als 180 Vogelarten befinden sich am See, es gibt auch Schildkröten und den Australischen Amethystpython, die größte Schlange Australiens und Bandicoots, Breitfuß-Beutelmäuse, Possum, Ratten, Fledertiere, Kängurus und Frösche.

## Touristische Information
Der See hat eine durchschnittliche Tiefe von 65,5 m und wird von Erholungssuchenden zum Schwimmen, Kanufahren, Wandern und zur Vogelbeobachtung aufgesucht. Motorbootfahren ist auf dem See verboten. Es gibt eine große Liegefläche und einen Ponton, eine Picknickmöglichkeit, ferner einen Rundwanderweg um den See.